# Сильвестру, Аурелиан
Аурелиан Сильвестру (рум. Aurelian Silvestru, род. 1 октября 1949, Большие Котюжаны, Шолданештский район) — писатель, психолог, публицист и педагог из Республики Молдова. Он является основателем и директором Высшей школы творчества и изобретательства «Prometeu-Protalent» в Кишинёве, лидером Демократического форума румын в Республике Молдова и обозревателем Vocea Basarabiei.

## Биография
Родился 1 октября 1949 года в селе Кушеловка Шолданештского района Молдавской ССР, Советского Союза. Начальную школу окончил в селе Котюжений Марь (Флорештский район). Учился в Молдавском государственном университете, на филологическом факультете, на отделении журналистики (1966-1968), затем в Бельцком педагогическом институте имени Алеку Руссо, на факультете педагогики и психологии (1969-1973). После окончания вуза в течение года преподавал детскую психологию в том же вузе, год работал в Научно-исследовательском институте педагогики, затем в течение трёх лет (1975-1978) учился в докторантуре по направлению «Творчество и самопознание» в Московском психологическом институте. Он также посещал курсы по управлению малым бизнесом в Академии международных отношений в Каире (1977).
Как писатель и публицист он перевёл несколько монографий и учебников по психологии, опубликовал множество эссе, брошюр и детских книг. Он является автором книги афоризмов и книги детских песен.
В 1991 году он стал президентом Творческого объединения TOCONO и основал Высшую школу творчества и изобретательства «Прометей» (рум. Prometeu), первую частную высшую школу в Молдове. Дебютировал короткой прозой в газете «Tinerimea Moldovei». Он опубликовал статьи и очерки в различных газетах и журналах. Переводил с русского языка монографии и учебники по психологии. Позднее он опубликовал учебники по психологии: «Познай самого себя» (1983), «Век барьеров» (1987); а затем исторические книги для детей: «Дакиада», «Мы и биография человечества»; сборники афоризмов, песен, а также романов. Во дворе гимназии «Прометей» он построил церковь, где проходят уроки Закона Божия. В настоящее время он строит приходской дом в монастыре Святого Иоанна Предтечи.
В настоящее время Аурелиан Сильвестру является обозревателем Vocea Basarabiei и лидером Демократического форума румын в Республике Молдова. Он также является редактором кишинёвского филиала журнала «Litere». Член Тырговиштского общества писателей (2010). В своих книгах Аурелиан Сильвестру затрагивает различные темы, включая историю, духовность и мораль.

## Награды и отличия
Лауреат премии Союза писателей Молдовы (2002). Обладатель золотой медали «ПроИнвест», присуждённой на Международном салоне изобретений в Клуж-Напоке (2009). Также в 2009 году он был награждён высшей государственной наградой Республики Молдова – «Орденом Республики».
В 2014 году на Конгрессе IBBY в Мексике он был включён в Почётный список IBBY 2014 года за книгу «Fărâme de sufle» (Частички души) как одну из лучших детских книг, которая должна быть переведена на все языки стран-членов Совета IBBY. Его книги «Fărâme de suflet» (2011) и «Victoria speranței» (Победа надежды) (2003) получили премию «Книга года» в Молдове. Его книга «Второй шанс» (2011) получила премию «Детское сочувствие» (на 8-й Международной выставке детской книги, 2004). На 18-й Международной книжной ярмарке для детей и юношества в 2014 году Аурелиану Сильвестру была вручена премия «Ион Крянгэ» за всю его деятельность в области детской книги, присуждённая Румынским институтом культуры «Михай Эминеску». В 2014 году он был награждён высшей наградой Академии наук Молдовы — медалью «Дмитрие Кантемир».

## Труды
- Cunoaște-te pe tine însuți, Chișinău, Lumina, 1983;
- Vârsta barierelor, Chișinău, Lumina, 1987;
- „Daciada” (manual de istorie pentru clasele I, II, III), Aurelian Silvestru, Nicolae Dabija, Chișinău, TOCONO, 1991;
- Dincolo de imposibil, Chișinău, Prut Internațional, 2001;
- Ispita nemuririi, Chișinău, Museum, 2000;
- Noi și biografia omenirii, Chișinău, Museum, 1998;
- Victoria speranței, Chișinău, Prut Internațional, 2003;
- Templul Bunătății: legende, Chișinău, Prut internațional, 2005;
- Cel rătăcit, roman psihologic, Chișinău, Prut Internațional, 2009;
- Fărâme de suflet, eseuri, Chișinău, TOCONO, 2011;
- A doua șansă, parabole, Chișinău, Prut Internațional, 2011;
- Neodihna cuvintelor, Ed. Bibliotheca, 2012.
- Aventurile lui Ionuț (2013)
- Pragul sau alte Fărâme de Suflet (2014)
- Și tu ești singur? (roman, 2015)
- Ingerii dispar in ploaie (2017)